# Toussieu
Toussieu es una comuna francesa situada en el departamento de Ródano, de la región de Auvernia-Ródano-Alpes. Pertenece a la comunidad de comunas del Est Lyonnais.

## Demografía
| 770 | 968 | 1 134 | 1 517 | 1 651 | 2 019 | 2 367 | 2 542 |
| Para los censos de 1962 a 1999 la población legal corresponde a la población sin duplicidades (Fuente: INSEE [Consultar]) |     |       |       |       |       |       |       |